# إيرل فوستر تومسون
إيرل فوستر تومسون (بالإنجليزية: Earl Foster Thomson) هو متسابق الحدث وضابط أمريكي، ولد في 14 أغسطس 1900 في كليفلاند في الولايات المتحدة، وتوفي في 5 يوليو 1971 في سانتا باربارا في الولايات المتحدة.

## وصلات خارجية
- إيرل فوستر تومسون على موقع أوليمبيديا (الإنجليزية)